# مايلز وود
مايلز وود (بالإنجليزية: Miles Wood)‏ هو لاعب هوكي الجليد أمريكي، ولد في 13 سبتمبر 1995 في بوفالو في الولايات المتحدة.

## وصلات خارجية
- مايلز وود على موقع دوري الهوكي الوطني (الإنجليزية)
- مايلز وود على موقع EliteProspects.com (الإنجليزية)
- مايلز وود على موقع HockeyDB.com (الإنجليزية)
- مايلز وود على موقع Hockey-Reference.com (الإنجليزية)